# Galagonyás
Galagonyás (szerbül Глогоњ / Glogonj, németül Glogau, románul Glogoni) falu  Szerbiában, a Vajdaságban, a Dél-bánsági körzetben. Közigazgatásilag Pancsova községhez tartozik.

## Fekvése
Pancsovától 16 km-re északnyugatra, a Temes bal partján fekszik.

## Nevének eredete
Neve a szláv glog (= galagonya) növénynévből való.

## Története
A falut 1586-ban említik először, de a hódoltság alatt lakossága elpusztult. Helyükre délről szerb telepesek érkeztek.
1704-ben a katonai határőrvidék része lett. Szerb lakosai a katonai ellenőrzés miatt 1771-ben eltávoztak. 1774-ben telepítették be német telepesekkel.
1788-ban a falut felégették a törökök, 1790-ben pedig kolera pusztított.
1780-1800. között Erdélyből román telepesek érkeztek. 1806-ban épült fel a román temploma, melyet 1825-ben vihar rongált meg úgy, hogy 1840-ben újat kellett építtetni helyébe. A katolikus Szent Anna temploma 1841-ben épült.
1872-ben megszűnt a katonai határőrvidék és a falut a pancsovai járáshoz sorolták.
1910-ben  2816 lakosából 72 fő magyar, 1745 fő német, 2  fő szlovák, 756 fő román, 61 fő horvát, 13 fő szerb, 22 fő egyéb anyanyelvű volt. Ebből 1847 fő római katolikus, 2 fő görögkatolikus, 8 fő református, 12 fő ág. hitv. evangélikus, 798 fő görögkeleti ortodox, 2 fő izraelita vallású volt. A lakosok közül 1840 fő tudott írni és olvasni, 605 lakos tudott magyarul.
A trianoni békeszerződésig Torontál vármegye Pancsovai járásához tartozott.
1935-ben 1535 német lakosa volt. A II. világháborúban a harci cselekmények és a szerb partizánok bosszúja következtében 470 német lakosa halt meg, a többit elűzték. Helyükre Kumanovo környékéről telepítettek szerbeket.

## Népesség

### Demográfiai változások
| 1948 | 1953 | 1961 | 1971 | 1981 | 1991 | 2002 | 2011 |
| ---- | ---- | ---- | ---- | ---- | ---- | ---- | ---- |
| 3678 | 3175 | 3230 | 3257 | 3605 | 3475 | 3178 | 3012 |

## Külső hivatkozások
- Galagonyás története Archiválva 2010. augusztus 8-i dátummal a Wayback Machine-ben